# بيرث وكينروس
بيرث وكينروس (الاسكتلندية: Pairth an Kinross؛ الغيلية الاسكتلندية: Peairt agus Ceann Rois) هي واحدة من 32 منطقة مجلس في اسكتلندا، ومنطقة ملازمة. يحدها هايلاند وأبردينشاير من الشمال، وأنجوس، ودندي، وفايف من الشرق، وكلكمانشاير من الجنوب، وستيرلينغ وأرغيل وبوت من الغرب.
جغرافيًا، يتم تقسيم المنطقة عن طريق الصدع الحدودي للمرتفعات إلى جزء شمالي أكثر جبلية وجزء جنوبي أكثر استواءً. تعتبر المنطقة الشمالية منطقة سياحية شهيرة، بينما تساهم الزراعة بشكل كبير في الجزء الجنوبي من المنطقة.
تتم إدارة المنطقة من قبل مجلس بيرث وكينروس، ومقره في بيرث.

## التاريخ
تأخذ المنطقة اسمها من المقاطعتين التاريخيتين بيرثشاير وكينروس شاير. كان كل منها يدار من قبل عمدة من العصور الوسطى، ويكمله مفوضو الإمداد من عام 1667 ثم من قبل مجلس المقاطعة من عام 1890.

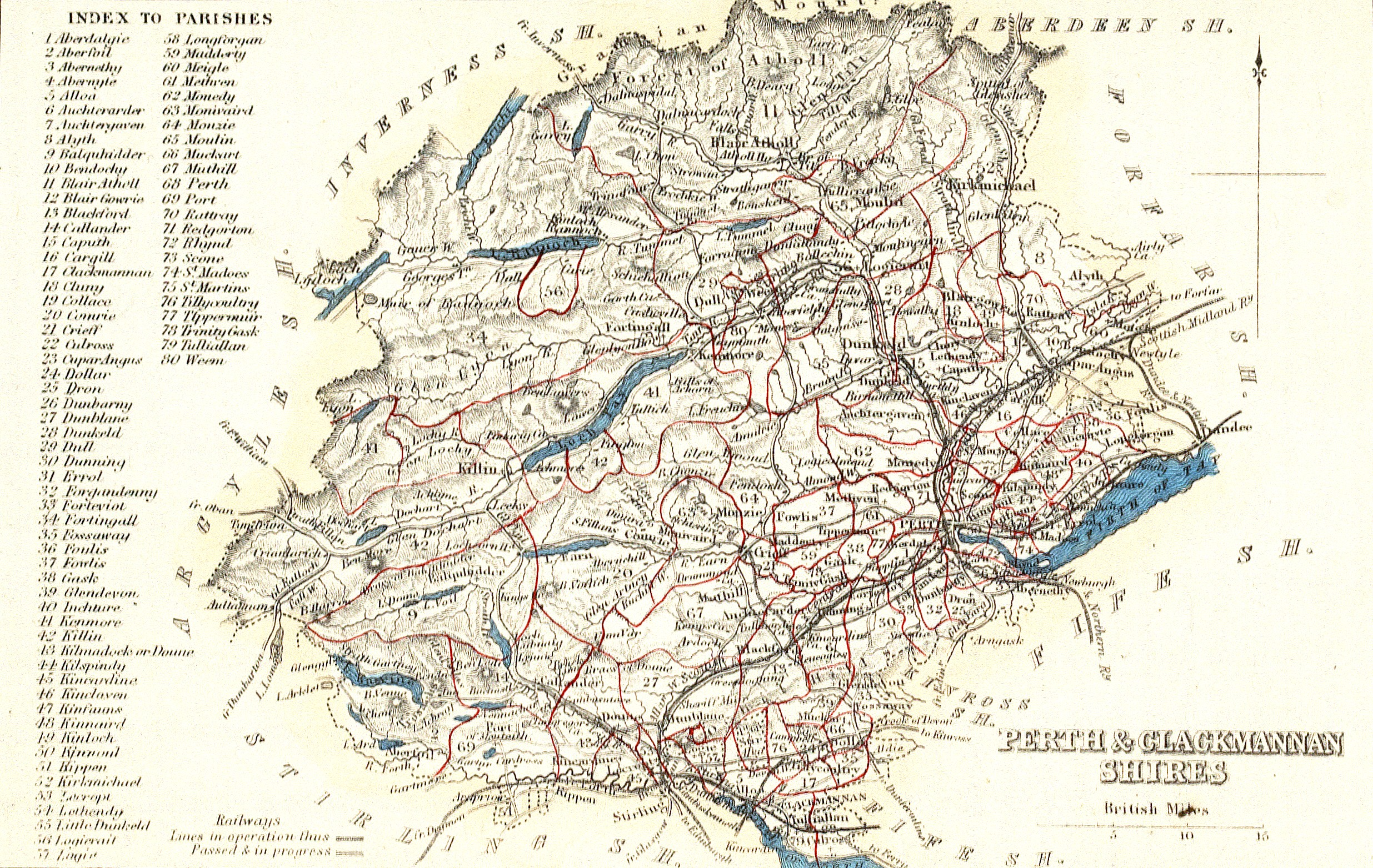
مقاطعتي بيرث وكلاكمانان. 1854. خريطة الرعية المدنية

كانت بيرثشاير واحدة من أكبر المقاطعات، في حين كانت كينروس شاير واحدة من أصغر المقاطعات؛ كانت المقاطعة الاسكتلندية الأقل سكانًا في تعداد عام 1921.[1] في عام 1930، تم دمج مجالس المقاطعات في بيرثشاير وكينروس شاير لمعظم الأغراض. استمر انتخاب المجلسين كهيئتين منفصلتين، لكنهما عملا معًا باسم "مجلس مقاطعة بيرث وكينروس المشترك"، الذي يخدم المنطقة المشتركة للمقاطعتين.
تم إصلاح الحكومة المحلية في اسكتلندا في عام 1975 بموجب قانون الحكومة المحلية (اسكتلندا) لعام 1973. وتم استبدال مقاطعات البر الرئيسي في اسكتلندا والبلدات والمناطق البرية بهيكل من مستويين من مناطق الطبقة العليا ومناطق الطبقة الدنيا. تم إنشاء بيرث وكينروس كواحدة من المناطق داخل منطقة تايسايد. كما تم تأسيسها في عام 1975، غطت بيرث وكينروس منطقة كينروس شاير بأكملها، وأغلبية منطقة بيرثشاير قبل عام 1975، مع ثلاثة استثناءات: منطقة كبيرة في الجنوب الغربي من المقاطعة والتي ذهبت إلى منطقة ستيرلنغ الجديدة، موكهارت. التي ذهبت إلى منطقة Clackmannan، وLongforgan التي ذهبت إلى مدينة دندي. ضمت بيرث وكينروس أيضًا أبرشية كيتينز من أنجوس. تم إنشاء منطقة ملازمة تغطي نفس مساحة المنطقة الجديدة في نفس الوقت.
في عام 1996، تم إصلاح الحكومة المحلية في اسكتلندا مرة أخرى بموجب قانون الحكومة المحلية وما إلى ذلك (اسكتلندا) لعام 1994. وتم إلغاء المناطق والمقاطعات واستبدالها بمناطق المجالس الموحدة. تم تسمية إحدى هذه المناطق بموجب قانون عام 1994 باسم "بيرثشاير وكينروس"، والتي تغطي مساحة منطقة بيرث وكينروس 1975-1996، بالإضافة إلى المنطقة المنقولة من دندي والتي تطابق تقريبًا أبرشية لونغفورغان قبل عام 1975. 2][3] طلبت سلطة الظل المنتخبة في عام 1995 للإشراف على عملية الانتقال تغيير الاسم من "بيرثشاير وكينروس" إلى "بيرث وكينروس" في ديسمبر 1995، وهو ما وافقت عليه الحكومة قبل دخول منطقة المجلس الجديدة حيز التنفيذ في 1 أبريل 1996. [4] تم تعديل منطقة ملازم بيرث وكينروس لتتناسب مع منطقة المجلس الجديد في عام 1996.

## الجغرافيا

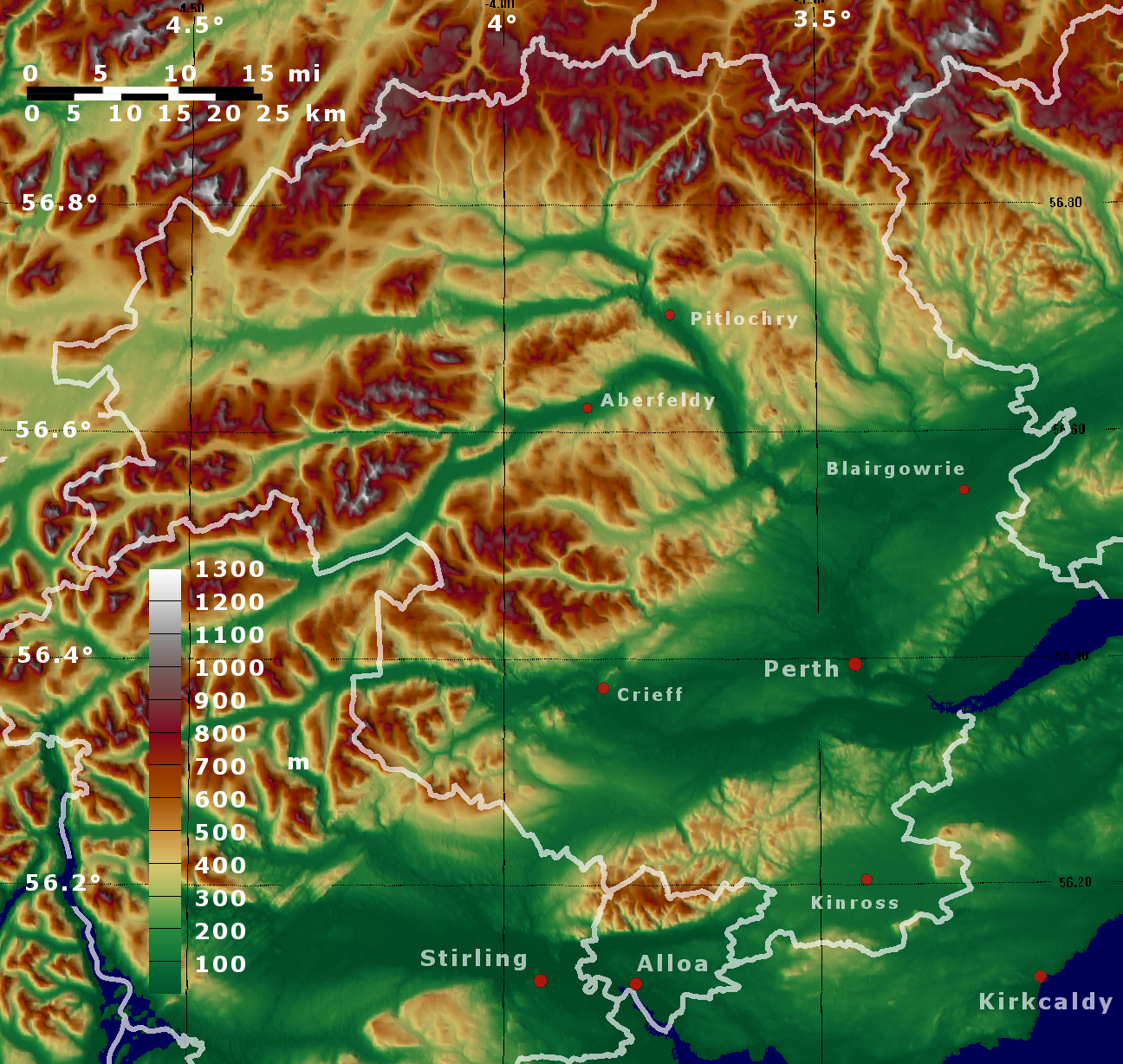
خريطة طبوغرافية لمدينة بيرث وكينروس

ويمتد صدع المرتفعات الحدودي عبر المنطقة من الشمال الشرقي إلى الجنوب الغربي. يقسم هذا المنطقة تقريبًا بين مرتفعات بيرثشاير، بما في ذلك جزء من جبال جرامبيان، إلى الشمال، والأراضي المنخفضة بيرثشاير وكينروس إلى الجنوب. تتقاطع منطقة المرتفعات مع الوديان الجليدية، وغالبًا ما تحتوي على بحيرات شريطية، بما في ذلك بحيرة لوخ تاي وبحيرة إيرن. منطقة الأراضي المنخفضة هي منطقة خصبة تقع داخل الأراضي المنخفضة الوسطى.

## الاقتصاد
تلعب الزراعة في الجزء الجنوبي من بيرث وكينروس دورًا مهمًا في الاقتصاد المحلي. ويشمل ذلك زراعة الفواكة والأعلاف والقمح وبذور البطاطس.
الطبيعة الخلابة للجزء الشمالي من بيرث وكينروس تجعل السياحة جزءًا مهمًا من الاقتصاد. وتسيطر هيئة الغابات على أجزاء كبيرة من المنطقة، والتي تضم أيضًا عددًا من السدود الكهرومائية.

## المستوطنات

### أكبر المستوطنات من حيث عدد السكان
| مستعمرة          | سكان (2020) |
| ---------------- | ----------- |
| بيرث             | 47,350      |
| بليرجوري وراتراي | 9,240       |
| كريف             | 7,280       |
| Auchterarder     | 5,840       |
| كينروس           | 5,610       |
| Scone            | 5,030       |
| جسر الكسب        | 2,920       |
| بيتلوكري         | 2,880       |
| أليث             | 2,370       |
| كوبار أنجوس      | 2,220       |
| ميلناثورت        | 1,950       |
| أبرفيلدي         | 1,940       |
| كومري            | 1,900       |
| إنفيرجوري        | 1,750       |
| لونكارتي         | 1,630       |
| ستانلي           | 1,500       |
| إيرول            | 1,490       |
| بوصة             | 1,420       |
| أبرنيثي          | 1,390       |
| بنك اللوز        | 1,370       |

## الأماكن ذات الأهمية
- قلعة أشينتولي
- متحف أثول للحياة الريفية
- بن لاورز
- معسكرات بلاكهول الرومانية
- بلير أثول ميل
- قلعة بلير
- مسار كاتيران
- حديقة كيرنجورمز الوطنية
- قلعة منزيس
- مركز عشيرة دوناشيده
- حدائق كلوني هاوس
- البيت الدرناني
- قلعة دروموند
- معمل تقطير ادرادور
- قلعة إلتشو
- غابة أثول
- فورتينجال يو
- جلين ليون
- جبال جرامبيان
- بيت كيندروجان
- مدرسة ليندريك موير
- بحيرة لوخ إيرن
- بحيرة لوخ لوموند ومتنزه تروساتشس الوطني
- بحيرة رانوش
- بحيرة لوخ تاي
- نصب ميلفيل التذكاري
- بورتموك
- رانوش مور
- ستراثيرن
- قلعة وايتفيلد

## السياسة والحوكمة

### الحكومة المحلية

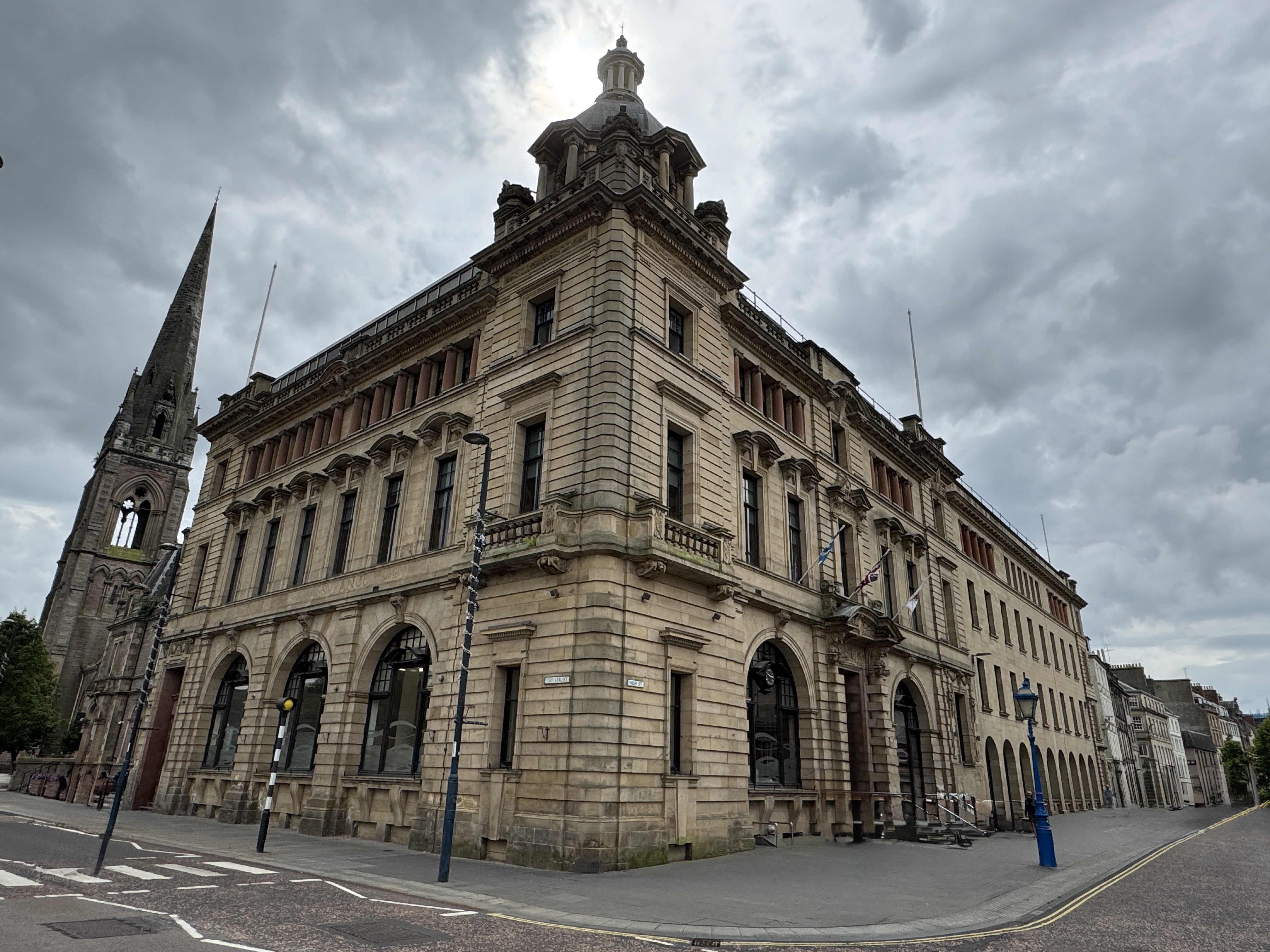
2 شارع هاي ستريت، بيرث : المقر الرئيسي للمجلس

السلطة المحلية هي مجلس بيرث وكينروس، الذي يجتمع في 2 هاي ستريت، بيرث.

### البرلمان الاسكتلندي
تتم تغطية بيرث وكينروس من قبل دائرتين انتخابيتين للبرلمان الاسكتلندي ومنطقة انتخابية واحدة. بعد انتخابات البرلمان الاسكتلندي لعام 2021، هاتان الدائرتان الانتخابيتان - بيرثشاير ساوث وكينروس شاير وبيرثشاير الشمالية - يحتفظ بهما على التوالي جيم فيرلي وجون سويني، وكلاهما عضوان في الحزب الوطني الاسكتلندي. بعد نفس الانتخابات، يتم تمثيل المنطقة الانتخابية - وسط اسكتلندا وفايف - بأربعة أعضاء من المحافظين الاسكتلنديين، وعضوين من حزب العمال الاسكتلندي، وعضو واحد من حزب الخضر الاسكتلندي.

### البرلمان البريطاني
تتم تغطية بيرث وكينروس من قبل ثلاث دوائر انتخابية لبرلمان المملكة المتحدة؛ بيرث وكينروس شاير، وأنجوس وبيرثشاير جلينز وستيرلينغ وستراثالان. بعد الانتخابات العامة البرلمانية في المملكة المتحدة لعام 2024، سيشغل هذه المقاعد على التوالي بيت ويشارت (الحزب الوطني الاسكتلندي)، وديف دوغان (الحزب الوطني الاسكتلندي)، وكريس كين (حزب العمال).

### الاستفتاءات
في 18 سبتمبر 2014، صوت بيرث وكينروس بقوة بـ "لا" في استفتاء الاستقلال الاسكتلندي، بأغلبية 60.2% في نسبة مشاركة قياسية بلغت 86.9%.
في 23 يونيو 2016، صوت بيرث وكينروس لصالح البقاء في استفتاء خروج بريطانيا من الاتحاد الأوروبي، بأغلبية 61.1% على نسبة إقبال بلغت 73.7%.

## الروابط الخارجية
- "Scottish Local Government areas and history". مؤرشف من الأصل في 2013-03-02.
- The Perthshire Diary – 365 history stories
- Perth City
- A Vision of Britain Through Time: A vision of Perth and Kinross